# Jonathan Moore (écrivain)
Pour les articles homonymes, voir Moore.
Jonathan Moore, né en 1977 à Stanford (Californie), est un romancier américain, auteur de romans policiers et thrillers.

## Biographie
Jonathan Moore vit et travaille à Hawaï et est avocat au sein du cabinet hawaïen Kobayashi, Sugita & Goda à Honolulu.
En 2013, il publie son premier roman, Redheads, pour lequel il est nommé pour le prix Bram-Stoker du meilleur premier roman 2013.
En 2021, sous le pseudonyme James Kestrel, il fait paraître Five Decembers avec lequel il est lauréat du prix Edgar-Allan-Poe 2022 du meilleur roman et du prix Barry 2022 du meilleur thriller.

## Œuvre

### Romans

#### Signés Jonathan Moore
- Redheads (2013)
- Close Reach (2014)
- The Poison Artist (2016)
- The Dark Room (2017)
- The Night Market (2018)
- Blood Relations (2019)

#### Signé James Kestrel
- Five Decembers (2021)

## Prix et distinctions

### Prix
- Prix Edgar-Allan-Poe 2022 du meilleur roman pour Five Decembers[2]
- Prix Barry 2022 du meilleur thriller pour Five Decembers[3]

### Nominations
- Prix Bram-Stoker du meilleur premier roman 2013 pour Redheads[4]
- Prix Edgar-Allan-Poe 2020 du meilleur livre de poche pour  Blood Relations[2]
- Prix Hammett 2019 pour Blood Relations[5]